# Słowacja na Zimowych Igrzyskach Olimpijskich 2014
Słowację na Zimowych Igrzyskach Olimpijskich 2014 reprezentowało sześćdziesięciu trzech zawodników.
| Medal | Zawodnik           | Dyscyplina | Konkurencja   | Data     |
| ----- | ------------------ | ---------- | ------------- | -------- |
| Złoto | Anastasija Kuźmina | biathlon   | sprint kobiet | 9 lutego |

## Skład reprezentacji

### Biathlon

#### Kobiety
- Paulína Fialková
- Jana Gereková
- Martina Chrapanová
- Anastasija Kuźmina
- Terézia Poliaková

| Konkurencja       | Zawodniczka        | Czas    | Miejsce |
| ----------------- | ------------------ | ------- | ------- |
| Sprint            | Paulína Fialková   | 24:27.1 | 72.     |
| Sprint            | Jana Gereková      | 22:58.0 | 43.     |
| Sprint            | Martina Chrapanová | 23:48.3 | 62.     |
| Sprint            | Anastasija Kuźmina | 21:06.8 | 1.      |
| Sprint            | Terézia Poliaková  | –       | –       |
| Bieg pościgowy    | Paulína Fialková   | –       | –       |
| Bieg pościgowy    | Jana Gereková      | 32:57.7 | 35.     |
| Bieg pościgowy    | Martina Chrapanová | –       | –       |
| Bieg pościgowy    | Anastasija Kuźmina | 30:29.1 | 6.      |
| Bieg pościgowy    | Terézia Poliaková  | –       | –       |
| Bieg indywidualny | Paulína Fialková   | –       | –       |
| Bieg indywidualny | Jana Gereková      | 50:20.8 | 50.     |
| Bieg indywidualny | Martina Chrapanová | 52:00.5 | 59.     |
| Bieg indywidualny | Anastasija Kuźmina | 48:14.1 | 27.     |
| Bieg indywidualny | Terézia Poliaková  | 53:19.8 | 66.     |
| Bieg masowy       | Paulína Fialková   | –       | –       |
| Bieg masowy       | Jana Gereková      | –       | –       |
| Bieg masowy       | Martina Chrapanová | –       | –       |
| Bieg masowy       | Anastasija Kuźmina | 38:50.3 | 27.     |
| Bieg masowy       | Terézia Poliaková  | –       | –       |
| Sztafeta          | Paulína Fialková   | LAP     | 14.     |
| Sztafeta          | Jana Gereková      | LAP     | 14.     |
| Sztafeta          | Martina Chrapanová | LAP     | 14.     |
| Sztafeta          | Terézia Poliaková  | LAP     | 14.     |

#### Mężczyźni
- Tomáš Hasilla
- Pavol Hurajt
- Matej Kazár
- Miroslav Matiaško
- Martin Otčenáš

| Konkurencja       | Zawodnik          | Czas      | Strzelanie | Miejsce |
| ----------------- | ----------------- | --------- | ---------- | ------- |
| Sprint            | Tomáš Hasilla     | 27:05.4   | 2+1        | 65.     |
| Sprint            | Pavol Hurajt      | 26:45.8   | 0+0        | 52.     |
| Sprint            | Matej Kazár       | 26:04.8   | 2+1        | 37.     |
| Sprint            | Miroslav Matiaško | –         | –          | –       |
| Sprint            | Martin Otčenáš    | 27:07.8   | 1+2        | 68.     |
| Bieg pościgowy    | Tomáš Hasilla     | –         | –          | –       |
| Bieg pościgowy    | Pavol Hurajt      | 39:14.3   | 1+0+0+0    | 52.     |
| Bieg pościgowy    | Matej Kazár       | 35:38.4   | 1+0+1+1    | 23.     |
| Bieg pościgowy    | Miroslav Matiaško | –         | –          | –       |
| Bieg pościgowy    | Martin Otčenáš    | –         | –          | –       |
| Bieg indywidualny | Tomáš Hasilla     | 54:16.9   | 1+1+0+0    | 43.     |
| Bieg indywidualny | Pavol Hurajt      | 52:53.3   | 0+1+0+0    | 28.     |
| Bieg indywidualny | Matej Kazár       | 51:56.9   | 1+0+1+0    | 19.     |
| Bieg indywidualny | Miroslav Matiaško | 55:58.7   | 1+1+0+2    | 58.     |
| Bieg indywidualny | Martin Otčenáš    | –         | –          | –       |
| Bieg masowy       | Tomáš Hasilla     | –         | –          | –       |
| Bieg masowy       | Pavol Hurajt      | –         | –          | –       |
| Bieg masowy       | Matej Kazár       | 44:25.6   | 0+1+1+0    | 15.     |
| Bieg masowy       | Miroslav Matiaško | –         | –          | –       |
| Bieg masowy       | Martin Otčenáš    | –         | –          | –       |
| Sztafeta          | Tomáš Hasilla     | 1:15:23.8 | 1+9        | 12.     |
| Sztafeta          | Pavol Hurajt      | 1:15:23.8 | 1+9        | 12.     |
| Sztafeta          | Matej Kazár       | 1:15:23.8 | 1+9        | 12.     |
| Sztafeta          | Miroslav Matiaško | 1:15:23.8 | 1+9        | 12.     |

| Konkurencja       | Zawodnik           | Czas      | Strzelanie | Miejsce |
| ----------------- | ------------------ | --------- | ---------- | ------- |
| Sztafeta mieszana | Jana Gereková      | 1:11:04.7 | 0+10       | 6.      |
| Sztafeta mieszana | Anastasija Kuźmina | 1:11:04.7 | 0+10       | 6.      |
| Sztafeta mieszana | Pavol Hurajt       | 1:11:04.7 | 0+10       | 6.      |
| Sztafeta mieszana | Matej Kazár        | 1:11:04.7 | 0+10       | 6.      |

### Biegi narciarskie

#### Kobiety
| Konkurencja       | Zawodnik                            | Czas     | Pozycje |
| ----------------- | ----------------------------------- | -------- | ------- |
| Sprint            | Alena Procházková                   | 2:41,95  | 39.     |
| Sprint            | Daniela Kotschová                   | 2:49,81  | 55.     |
| Sprint drużynowy  | Alena Procházková Daniela Kotschová | 18:51,94 | 14.     |
| Bieg indywidualny | Alena Procházková                   | 32:08,4  | 50.     |

#### Mężczyźni
| Konkurencja       | Zawodnik                     | Czas      | Pozycje |
| ----------------- | ---------------------------- | --------- | ------- |
| sprint            | Peter Mlynár                 | 3:51,76   | 66.     |
| Sprint drużynowy  | Peter Mlynár Martin Bajčičák | 24:58,06  | 17.     |
| Bieg indywidualny | Martin Bajčičák              | 40:28,0   | 23.     |
| Bieg indywidualny | Peter Mlynár                 | 42:50,3   | 51.     |
| Bieg łączony      | Martin Bajčičák              | 1:11:00,1 | 31.     |
| Bieg na 50 km     | Martin Bajčičák              | 1:47:34,4 | 14.     |

### Bobsleje

#### Mężczyźni
| Osada | Zawodnik                                                | Konkurencja | Ślizg 1 | Ślizg 2 | Ślizg 3 | Ślizg 4                           | Łącznie | Pozycja |
| ----- | ------------------------------------------------------- | ----------- | ------- | ------- | ------- | --------------------------------- | ------- | ------- |
| SVK-I | Milan Jagnešák Lukáš Kožienka Petr Narovec Juraj Mokráš | Czwórki     | 56,56   | 56,37   | 56,51   | Nie zakwalifikowali się do ślizgu | 2:49,44 | 25.     |

### Hokej na lodzie

#### Mężczyźni
- Milan Bartovič
- Peter Budaj
- Zdeno Chára
- Marián Gáborík
- Jaroslav Halák
- Michal Handzuš
- Marcel Hossa
- Marián Hossa
- Milan Jurčina
- Tomáš Jurčo
- Tomáš Kopecký
- Ján Laco
- Tomáš Marcinko
- Martin Marinčin
- Andrej Meszároš
- Michel Miklík
- Peter Ölvecký
- Andrej Sekera
- Tomáš Surový
- Tomáš Tatar
- Ľubomír Višňovský
- Tomáš Záborský

| Słowacja | Grupa A           | Grupa A  | Grupa A | Runda kwalifikacyjna | Miejsce |
| -------- | ----------------- | -------- | ------- | -------------------- | ------- |
| Słowacja | Stany Zjednoczone | Słowenia | Rosja   | Czechy               | Miejsce |
| Słowacja | 1:7               | 1:3      | 0:1     | 3:5                  | 11.     |

### Łyżwiarstwo figurowe
| Zawodnik        | Konkurencja | Program krótki | Program krótki | Program dowolny | Program dowolny | Łączna nota | Pozycja |
| Zawodnik        | Konkurencja | Nota           | Pozycja        | Nota            | Pozycja         | Łączna nota | Pozycja |
| --------------- | ----------- | -------------- | -------------- | --------------- | --------------- | ----------- | ------- |
| Nicole Rajičová | Solistki    | 49,80          | 21.            | 75,20           | 24.             | 125,00      | 24.     |

### Narciarstwo alpejskie

#### Kobiety
| Konkurencja     | Zawodniczka       | Czas 1.przejazdu           | Czas 2.przejazdu           | Czas łączny                | Pozycje                    |
| --------------- | ----------------- | -------------------------- | -------------------------- | -------------------------- | -------------------------- |
| Zjazd           | Kristína Saalová  |                            |                            | 1:45,98                    | 31.                        |
| Supergigant     | Kristína Saalová  |                            |                            | Nie ukończyła przejazdu    | Nie ukończyła przejazdu    |
| Supergigant     | Barbara Kantorová |                            |                            | 1:28,91                    | 22.                        |
| Slalom gigant   | Kristína Saalová  | Nie ukończyła 1. przejazdu | Nie ukończyła 1. przejazdu | Nie ukończyła 1. przejazdu | Nie ukończyła 1. przejazdu |
| Slalom gigant   | Barbara Kantorová | 1:24,72                    | 1:23,09                    | 2:47,81                    | 38.                        |
| Slalom gigant   | Petra Vlhová      | 1:21,86                    | 1:19,83                    | 2:41,69                    | 24.                        |
| Slalom gigant   | Barbora Lukáčová  | 1:25,59                    | 1:25,07                    | 2:50,66                    | 45.                        |
| Slalom          | Petra Vlhová      | 56,42                      | 53,74                      | 1:50,16                    | 20.                        |
| Slalom          | Jana Gantnerová   | 59,26                      | Nie ukończyła 2. przejazdu | Nie ukończyła 2. przejazdu | Nie ukończyła 2. przejazdu |
| Slalom          | Barbara Kantorová | Nie ukończyła 1. przejazdu | Nie ukończyła 1. przejazdu | Nie ukończyła 1. przejazdu | Nie ukończyła 1. przejazdu |
| Slalom          | Barbora Lukáčová  | Nie ukończyła 1. przejazdu | Nie ukończyła 1. przejazdu | Nie ukończyła 1. przejazdu | Nie ukończyła 1. przejazdu |
| Superkombinacja | Jana Gantnerová   | 1:47,24                    | Nie ukończyła slalomu      | Nie ukończyła slalomu      | Nie ukończyła slalomu      |
| Superkombinacja | Kristina Saalová  | 1:48,21                    | Nie ukończyła slalomu      | Nie ukończyła slalomu      | Nie ukończyła slalomu      |

#### Mężczyźni
| Konkurencja      | Zawodnik      | Czas 1. przejazdu         | Czas 2. przejazdu         | Czas łączny               | Pozycje                   |
| ---------------- | ------------- | ------------------------- | ------------------------- | ------------------------- | ------------------------- |
| zjazd            | Martin Bendík |                           |                           | 2:15,39                   | 45.                       |
| supergigant      | Martin Bendík |                           |                           | 1:23,06                   | 43.                       |
| supergigant      | Adam Žampa    |                           |                           | 1:20,95                   | 28.                       |
| supergigant      | Andreas Žampa |                           |                           | 1:22,42                   | 36.                       |
| supergigant      | Matej Falat   |                           |                           | 1:22,81                   | 42.                       |
| Slalom gigant    | Adam Žampa    | 1:23,13                   | 1:25,28                   | 2:48,41                   | 22.                       |
| Slalom gigant    | Andreas Žampa | 1:25,54                   | 1:26,08                   | 2:51,62                   | 32.                       |
| Slalom specjalny | Adam Žampa    | 49,43                     | 53,94                     | 1:43,28                   | 6.                        |
| Slalom specjalny | Andreas Žampa | 58,65                     | Nie ukończył 2. przejazdu | Nie ukończył 2. przejazdu | Nie ukończył 2. przejazdu |
| Slalom specjalny | Matej Falat   | Nie ukończył 1. przejazdu | Nie ukończył 1. przejazdu | Nie ukończył 1. przejazdu | Nie ukończył 1. przejazdu |
| Superkombinacja  | Adam Žampa    | 1:56,23                   | 50,11                     | 2:46,34                   | 5.                        |
| Superkombinacja  | Matej Falat   | Nie ukończył konkurencji  | Nie ukończył konkurencji  | Nie ukończył konkurencji  | Nie ukończył konkurencji  |
| Superkombinacja  | Martin Bendík | Nie ukończył konkurencji  | Nie ukończył konkurencji  | Nie ukończył konkurencji  | Nie ukończył konkurencji  |

### Narciarstwo dowolne

#### Kobiety
| Natália Šlepecká | Slopstyle | 34,60 | 32,60 | 34,60 | 18. | Nie awansowała | Nie awansowała | Nie awansowała | Nie awansowała |
| Zuzana Stromková | Slopstyle | 24,40 | 20,20 | 24,40 | 20. | Nie awansowała | Nie awansowała | Nie awansowała | Nie awansowała |

### Saneczkarstwo

#### Kobiety
| Zawodnik      | Konkurencja    | Ślizg 1 | Ślizg 2 | Ślizg 3 | Ślizg 4 | Łącznie  | Pozycja |
| ------------- | -------------- | ------- | ------- | ------- | ------- | -------- | ------- |
| Viera Gburova | Jedynki kobiet | 51,928  | 51,422  | 51,782  | 51,565  | 3:26,697 | 25.     |

#### Mężczyźni
| Zawodnik                       | Konkurencja      | Ślizg 1 | Ślizg 2 | Ślizg 3 | Ślizg 4 | Łącznie  | Pozycja |
| ------------------------------ | ---------------- | ------- | ------- | ------- | ------- | -------- | ------- |
| Jozef Ninis                    | Jedynki mężczyzn | 53,143  | 52,932  | 52,492  | 52,564  | 3:31,131 | 20.     |
| Marián Zemaník Jozef Petrulák  | Dwójki mężczyzn  | 50,548  | 50,409  |         |         | 1:40,957 | 12.     |
| Marek Solčanský Karol Stuchlák | Dwójki mężczyzn  | 50,904  | 51,481  |         |         | 1:42,385 | 16.     |

Sztafeta
| Zawodnicy                                                 | Czas przejazdu       | Łącznie  | Pozycja |
| --------------------------------------------------------- | -------------------- | -------- | ------- |
| Viera Gburová Jozef Ninis Marian Zemaník / Jozef Petrulák | 55,757 56,472 57,936 | 2:50,165 | 10.     |

### Short track

#### Kobiety
| Zawodnik       | Konkurencja         | Kwalifikacje | Kwalifikacje | Ćwierćfinał | Ćwierćfinał | Półfinał       | Półfinał       | Finał          | Finał   |
| Zawodnik       | Konkurencja         | Czas         | Miejsce      | Czas        | Miejsce     | Czas           | Miejsce        | Czas           | Miejsce |
| -------------- | ------------------- | ------------ | ------------ | ----------- | ----------- | -------------- | -------------- | -------------- | ------- |
| Tatiana Bodova | Bieg na 1500 metrów | 2:31,788     | 5.           |             |             | Nie awansowała | Nie awansowała | Nie awansowała | 29.     |